# Kaori Takagi
Pour les articles homonymes, voir Takagi (homonymie).
Kaori Takagi (高木 佳保里, Takagi Kaori), de son nom de naissance Kaori Oda, née le 10 octobre 1972 est une femme politique japonaise, membre de la Chambre des Conseillers, affiliée au Parti de la Restauration du Japon.
Elle est membre du conseil municipal de Sakai pendant deux mandats.

## Biographie
Kaori Takagi naît à Sakai, dans la préfecture d'Osaka. Elle est  diplômé du lycée Mikunioka de la préfecture d'Osaka. Après avoir obtenu son diplôme de la Faculté d'économie domestique de l'université pour femmes de Kyoto, elle commence à travailler pour Mitsubishi Trust and Banking.
En 2011, elle se présente aux élections du conseil municipal de Sakai dans la circonscription de Minami-ku, avec le soutien du parti libéral-démocrate (PLD), et elle est élue pour la première fois.
En 2015, elle est réélue au conseil municipal de Sakai.
Le 5 février 2016, elle quitte le parti libéral-démocrate en raison de « différences de convictions politiques ».
Elle répond à un appel ouvert à candidatures pour la circonscription électorale d'Osaka organisé par le parti Ishin no Kai d'Osaka en prévision des élections à la Chambre des conseillers du Japon de 2016. Elle démissionne du conseil municipal de Sakai. Elle critique son ancien parti en disant : « Le Parti libéral-démocrate ne fait aucun progrès », et elle plaide à plusieurs reprises en faveur de l’éducation gratuite.
Avec 669 719 voix, elle est élue.
Le 10 juillet 2022, elle est réélue lors des élections à la Chambre des conseillers du Japon de 2022.

## Opinions politiques
À la question « Que devrions-nous faire concernant notre dépendance à l'énergie nucléaire à l'avenir ? » dans une enquête de la NHK en 2022, sa réponse a été « Nous devrions réduire notre dépendance à l'énergie nucléaire. »
Afin de rendre l'éducation au Japon gratuite, elle propose de trouver les financements nécessaires en réduisant le nombre de députés ainsi que le nombre et les salaires des fonctionnaires.

### Constitution
Kaori Takagi considère que la constitution du Japon doit être amendée,. En particulier, selon elle, ce texte devrait être révisé pour indiquer clairement l'existence des Forces d'autodéfense, et il faudrait y inclure une clause d'état d'urgence.

### Diplomatie/Sécurité
Concernant le déménagement de la base américaine de Futenma, elle répond à une enquête du Mainichi Shimbun de 2022 qu'elle y était « plutôt favorable ».
En ce qui concerne les relations entre la Corée du Sud et le Japon, sur des questions telles que les poursuites judiciaires pour travail forcé pendant la seconde guerre mondiale et la question des femmes de réconfort, lors d'une enquête du Mainichi Shimbun de 2022, elle répond : « Le gouvernement sud-coréen devrait faire plus de concessions ».

### Droits des femmes et des minorités
Lors d'une enquête de la NHK de 2022, elle déclare être favorable à une réforme juridique autorisant le mariage homosexuel.
Concernant l'introduction d' un système de quotas de genre en politique, elle répond lors d'une enquête de la NHK en 2022 qu'elle y était « plutôt opposée ».

## Vie privée
Kaori Takagi est mariée et a deux filles,. Son père, Akira Oda, est président de l'université de Wakayama.